# Mirowjane
Mirowjane (bułg. Мировяне) – wieś w Bułgarii; 1400 mieszkańców (2010).